# Dalur
Dalur (dansk: Dal) er en færøsk bygd  på på østkysten af det sydlige Sandoy. 
Indbyggerne ernærer sig overvejende af landbrug og fiskeri. 
Fra Húsavík går vejen langs stejle skrænter til øens sydligste bygd, Dalur. Bygden ligger relativ isoleret, da den først fik vejforbindelse i 1963. Vejen går langs stejle bjergskråninger, hvorfra sten og jord kan falde ned på vejbanen. Der er planer om en vejtunnel gennem fjeldene mellem Húsavík og Dalur.
Dalur har også i nutiden kvadsangere og kæddansere og har sin egen danseforening og dansestue.
Dalur fik sin første kirke 1957. Dals kirkja er 6 m bred og 11,9 m lang. På dens nordside er der en tilbygning, som er 3,8 m lang og 3,6 m bred. I 2007 blev kirken restureret og er nu også handikapvenlig. Forsamlingshuset Eiriksgarður blev udvidet i 2007.

## Historie
Dalur regnes som en udflytterbygd fra Húsavík, og således yngre end både Húsavík og Skálavík.
Dalur blev første gang nævnt i 1404, som  "Varmadalur", men er sandsynligvis ældre. Bygden blev under Den sorte død omkring 1349 forladt, men blev igen befolket få år senere.
Før i tiden var Dalur en af de få bygder, hvor sælfangst var en vigtig del af økonomien.

## Turisme
Fra Dalur går der en vandresti til det 354 meter høje Skúvoyarfjall, hvor søpapegøjer ruger. Herfra er der udsigt til Stóra Dímun og Lítla Dímun. Fra Dalur kan man også følge vardestien mod nordvest til Skarvanes.
Nær stranden, som er kendt for sine rullesten er der en primitiv campingplads.

## Galleri
- Dalur
- Dalur
- Dalur
- Dalur